# Drogo (Apulien)
Drogo von Hauteville, Graf von Apulien, († 10. August 1051) war der zweitälteste Sohn von Tankred von Hauteville und Muriella, Tochter des Herzogs Richard von der Normandie. Seine Brüder waren unter anderem Wilhelm Eisenarm, Humfred, Robert Guiskard und Roger I. von Sizilien.

## Leben
Drogo brach 1035 mit seinen Brüdern Wilhelm und Humfred nach Süditalien auf, um sein Glück als Söldner zu versuchen.  Nach der Erhebung seines Bruders Wilhelm zum Grafen von Apulien 1042 wurde Drogo Herr von Venosa. Er wird als Gründer des Klosters SS. Trinità di Venosa angesehen. Im Nekrolog von Venosa wurde sein Tod zum 11. August eingetragen.

### Graf von Apulien
Als im Sommer 1046 Wilhelm von Hauteville starb, spalteten sich die Normannen in zwei Lager: in eine Gruppe um Petrus von Trani und eine um Drogo und Humfred von Hauteville. Aus diesem Machtkampf, der vor allem mit militärischen Mitteln ausgefochten wurde, gingen die Hautevilles als Sieger hervor. Daraufhin wählten die Normannen Drogo zum Nachfolger Wilhelms, also zum Grafen von Apulien. Drogo ließ sich diesen Titel von seinem Lehnsherren Waimar IV. von Salerno bestätigen. Um die Verbindung noch enger zu gestalten, gab Waimar Drogo seine Tochter Gaitelgrima zur Frau, während dieser sich verpflichtete, Waimar gegen seine Feinde beizustehen. Es handelte sich hier um ein Bündnis zwischen Drogo und Waimar, das mit dieser Heirat besiegelt wurde. Nach seiner Bestätigung initiierte Drogo einen Beschluss der Normannen, wonach sein Bruder „Umfredum Abagelardum“ – es dürfte sich trotz des Doppelnamens Humfred Abelard um Humfred von Hauteville handeln – zum Grafen des Kastells Lavello ernannt wurde.
Im Februar 1047 kam Kaiser Heinrich III. nach Capua, um einige Angelegenheiten zu regeln und kaiserliche Präsenz zu zeigen. Bei dieser Gelegenheit wurden Drogo als Graf von Apulien und Rainulf II. als Graf von Aversa bestätigt.
Trotz dieser kaiserlichen Ordnung und Bestätigung bestehender Machtverhältnisse, blieben die Zeiten unruhig: Ende des Jahres kam es zwischen Drogo und Richard I. von Capua, dem späteren Grafen von Aversa und Fürsten von Capua, zu Streitigkeiten, in deren Verlauf Richard von Drogo gefangen genommen wurde. Um diese Zeit, so Amatus von Montecassino, starb Graf Rainulf II. von Aversa. Die Normannen wählten den gefangenen Richard zum Nachfolger und baten Waimar IV. von Salerno auf Drogo einzuwirken, damit Richard freikomme, was Drogo als „loial conte“ auch tat.
1048 suchte Robert Guiskard, der frisch aus der Normandie ankam, die Hilfe seines Bruders Drogo, um etwas Land (in Apulien?) zu bekommen. Drogo hatte aber kein Land zu verteilen, weshalb er Robert in das noch nicht eroberte Kalabrien schickte, um sich dort zu betätigen. Als Starthilfe schenkte er ihm die Burg Scribla im Val di Crati bei Bisignano, um den Rest, sprich Truppen, Geld etc., sollte sich Robert selbst kümmern.
Im folgenden Jahr half Drogo Waimar von Salerno bei der Niederschlagung einer Rebellion in Salerno: Ein gewisser Wilhelm Barbote, der am Hof Salernos lebte, rebellierte gegen Waimar. Wilhelm Barbote zog sich auf ein Kastell zurück, um von hier aus seinen Kampf gegen Waimar zu führen. In dieser Situation holte der Fürst von Salerno Drogo und seine Normannen. Dieser kam und vertrieb Wilhelm. Der Rebell floh zu Argyros, der ihn aber gefangen nahm und nach Konstantinopel brachte.

### Begegnung mit Papst Leo
Das Eingreifen Drogos muss vor dem Juli 1051 stattgefunden haben, denn in diesem Monat kam es zu Verhandlungen zwischen Papst Leo IX. und Drogo. Das Ziel Leos war es, ein Ende der immer wieder vorkommenden Überfälle der Normannen auf Kirchen und Klöster in Benevent herbeizuführen. Die Einwohner von Benevent vertrieben im April 1050 ihren Fürsten und wollten sich, aus Angst vor einer normannischen Eroberung, dem Papst direkt unterstellen. Über ein Jahr später kam Papst Leo, hielt Einzug in der Stadt und übernahm die Macht. Um eine friedliche Übereinkunft zu finden, lud er Drogo und dessen Lehnsherrn Waimar IV. von Salerno nach Benevent. Die Verhandlungen scheinen erfolgreich verlaufen zu sein. Der Graf von Apulien verhielt sich einsichtig und war einverstanden. Waimar IV. von Salerno und er beteuerten dem Papst ihre Treue und wurden von diesem zu Verteidigern Benevents ernannt. Damit war das Papsttum direkter Nachbar der normannischen Eroberer. Leo IX. erfuhr bald, dass sich die Normannen nicht an die Vereinbarung gehalten hatten. Entsprechend verärgert suchte er eine militärische Lösung des Konfliktes.

### Tod
Drogo traf den Papst noch einmal am 8. August 1051, wo sie sich einvernehmlich trennten und Leo Richtung Salerno zog. Nach dem Zusammentreffen mit dem Papst begab sich Drogo à un castell loquel se clame Mont Alegre (in eine Burg (Schloss/Turm) namens Mont Alegre), man bereitete sich dort auf die Festlichkeiten zu Ehren des Hl. Laurentius am 10. August vor. Während der Nachtwache vor dem Fest (Nacht vom 9. auf den 10. August) betete Drogo allein in einer Kirche, wo er ermordet wurde.

## Nachfahren
Aus der Ehe mit Altruda von Salerno sind drei Kinder bekannt: Eremburg, Richard der Seneschall und Rocca. Seine zweite Frau war Gaitelgrima von Salerno, die Tochter des Fürsten Waimars von Salerno. Aus dieser Ehe sind keine Kinder bekannt.